# Ken (cantante)
Lee Jae Hwan (en hangul, 이재환; en hanja, 李宰焕; Gwangjin-gu, Seúl, 6 de abril de 1992), conocido por su nombre artístico Ken (en hangul, 켄), es un cantante y actor surcoreano, bajo Jellyfish Entertainment. Es uno de los miembros de la boy band VIXX y ha sido ampliamente elogiado por su tono vocal único, conmovedor y ronco. Ken empezó su carrera de actuación en 2014 en el drama de comedia Boarding House No.24 de MBC Every 1, interpretando a Lee Jae Hwan.

## Primeros años
Ken nació el 6 de abril de 1992 en Jayang-dong, Gwangjin-gu, Seúl, Corea del Sur. La familia de Ken consta de sus padres, él y dos hermanos mayores. Estudió en la Universidad Baekseok de Artes especializándose en Música Práctica. En su juventud, ingresó y ganó en varias competencias de canto y en festivales locales. Él más tarde actuó y ganó más premios y los concursos de canto de su escuela secundaria como parte de un grupo de amigos. Ganó varios premios de escritura de canciones antes de debutar con VIXX.

## Carrera

### 2012–2013: Debut con VIXX y bandas sonoras
A pesar de la ausencia de su experiencia en el baile, Ken fue capaz de pasar su audición en Jellyfish Entertainment debido a su canto, donde fue aprendiz durante cinco meses antes de debutar con VIXX. Durante ese tiempo, Ken era uno de los diez aprendices que eran concursantes en el reality show MyDOL de Mnet y fue elegido para ser miembro del grupo masculino VIXX. Finalmente debutó con «Super Hero» el 24 de mayo de 2012 en M! Countdown.
En 2013, Ken contribuyó con la banda sonora de The Heirs con la canción «In The Name of Love». El hizo una colaboración con J'Hyun en la canción «Ponytail». En ese mismo año, Ken hizo una pequeña aparición en el episodio cuarto del drama de televisión The Heirs de SBS junto con sus compañeros de grupo.

### 2014–2015: Debut actoral,Gapy debut en el teatro musical
En 2014, Ken participó en otra banda sonora para Fated to Love You con la canción «My Girl». En el mismo año, el cantante realizó su primera actuación como un miembro principal del elenco en el drama de comedia Boarding House No. 24 de MBC Every 1 como Lee Jae Hwan.
El 24 de junio de 2015, el y Hani de EXID realizaron un dueto titulado «Gap».
Ken fue parte del musical Chess como el papel principal de Anatoly Sergievsky, un jugador de ajedrez desde el 19 de junio de 2015 al 19 de julio de 2015 en Sejong Grand Theater en Seúl. Para el papel, él tuvo que cantar en un registro más bajo, un contraste agudo de las notas altas que aparecen predominante en la música de VIXX. Su potente voz fue exhibida en el vídeo musical de una de sus canciones titulada «Anthem». También apareció en el vídeo de la cantante china Lu Yu «The Fourth Dimension Love»» como un exnovio. La cantante había ofrecido personalmente el papel a Ken quien aceptó. Ken hizo su segunda actuación en un musical en la primera producción coreana de la Cenicienta en el papel principal del príncipe Christopher desde el 12 de septiembre de 2015 al 3 de enero de 2016 en el Chungmu Art Hall, el Gran Teatro de Seúl y Seongnam Arts Center Opera House.

### 2016–presente: Banda sonora deMoorim SchoolyOver Sleep
En febrero de 2016, Ken participó en la banda sonora de Escuela Moorim con la canción «When I See You». El 24 de mayo se anunció que Ken colaboraría con Yoon Jong Shin de Mystic Entertainment en su proyecto de colaboración mensual Melody Monthly, el proyecto que ha incluido artistas como la unidad vocal de Seventeen y Tablo de Epik High, el sencillo «Over Sleep» fue publicado el 30 de mayo de 2016. El 22 de diciembre de 2016, el participó en la banda sonora de The Legend of the Blue Sea con la canción «Fool».
En febrero de 2017, fue confirmado que Ken participaría en el musical de Boys Over Flowers interpretando a Gun Jun Pyo.

## Discografía

### Canciones
| Título                                                                                       | Año            | Mejores posiciones | Ventas              | Álbum                                 |
| Título                                                                                       | Año            | Gaon Chart         | Ventas              | Álbum                                 |
| Colaboraciones                                                                               | Colaboraciones | Colaboraciones     | Colaboraciones      | Colaboraciones                        |
| -------------------------------------------------------------------------------------------- | -------------- | ------------------ | ------------------- | ------------------------------------- |
| «Ponytail» (con J'Kyun)                                                                      | 2013           | 93                 | - COR (DL): 21 644+ | Sin álbum                             |
| «Gap» (con Hani de EXID)                                                                     | 2015           | 25                 | - COR (DL): 92 982+ | Sin álbum                             |
| «Over Sleep» (con Yoon Jong Shin)                                                            | 2016           | —                  | ─                   | Sin álbum                             |
| «Rose» (con Ravi de VIXX)                                                                    | 2017           | —                  | ─                   | R.EAL1ZE                              |
| Bandas sonoras                                                                               |                |                    |                     |                                       |
| «In the Name of Love» (사랑이라는 이름으로)                                                  | 2013           | 72                 | - COR (DL): 29 986+ | The Heirs OST Part 3                  |
| «My Girl»                                                                                    | 2014           | 73                 | - COR (DL): 23 205+ | Fated to Love You OST Part 5          |
| «When I See You» (그댈 보면)                                                                 | 2016           | —                  | ─                   | School Moorim OST Part. 4             |
| «Fool» (바보야)                                                                              | 2016           | 78                 | - KOR (DL): 44 708+ | The Legend of the Blue Sea OST Part.7 |
| «─» indica que el lanzamiento no se posicionó en la lista o no se publicó en ese territorio. |                |                    |                     |                                       |

## Filmografía

### Dramas
| Año  | Título                | Papel                   | Candena     | Notas             | Ref   |
| ---- | --------------------- | ----------------------- | ----------- | ----------------- | ----- |
| 2014 | Boarding House No. 24 | Lee Jae Hwan            | MBC Every 1 | Reparto principal | [ 4 ] |
| 2016 | Entertainer           | MC especial de The Show | SBS         | Aparición corta   | ─     |

### Apariciones en TV & programas de variedad
| Año            | Título                   | Cadena    | Notas | Ref                         |
| -------------- | ------------------------ | --------- | --- | --------------------------- |
| 2013           | Perfect Singer VS        | tvN       | Episodio 16 | [ 28 ]                      |
| 2015           | 100 People, 100 Songs    | JTBC      | Concursante | [ 29 ]                      |
| 2015           | Hello Counselor          | KBS World | Invitado con Shin Sung Woo, CNU (B1A4) (Episodio 227)                                                                                  | [ 30 ]                      |
| 2016           | Duet Song Festival       | MBC       | Concursante con Choi Sang Yeob (Episodio 3-7 & 16-17) Dúo de Invitados Especiales con Sandeul (B1Un4) (Episodio 28)                    | [ 31 ] [ 32 ]               |
| 2016           | Oh My God! Tip           | MBig TV   | Serie web | [ 33 ]                      |
| 2016           | Hello Counselor          | KBS World | Invitado con Hongbin (Episodio 297) | [ 34 ]                      |
| 2017           | Singing Battle - Victory | KBS2      | Tarjeta escondida (Episodio 12) | [ 35 ]                      |
| 2019 2016 2015 | King of Mask Singer      | MBC       | Concursante como "Metal Boy" (Ep. #187-188) Juez invitado (Episodio 81-82) Concursante como «Cracked Egg and Noodles» (Episodio 11-12) | [ 36 ] [ 37 ] [ 38 ] [ 39 ] |

### Aparición en vídeo musical
| Año  | Vídeo                                    | Artista(s) | Ref    |
| ---- | ---------------------------------------- | ---------- | ------ |
| 2015 | «The Fourth Dimension Love» (四次元爱情) | Lu Yu      | [ 17 ] |

### Musicales
| Año     | Título                        | Función              | Notas                            | Ref    |
| ------- | ----------------------------- | -------------------- | -------------------------------- | ------ |
| 2015    | Chess                         | Anatoly Sergievsky   | Papel principal; versión coreana | [ 14 ] |
| 2015-16 | Cinderella                    | Príncipe Christopher | Papel principal; versión coreana | [ 18 ] |
| 2017    | Boys Over Flowers The Musical | Gu Jun Pyo           | Papel principal                  | [ 26 ] |